# Ionășeni (Vârfu Câmpului), Botoșani
Ionășeni este un sat în comuna Vârfu Câmpului din județul Botoșani, Moldova, România.
Documentul din 1392 ne oferă sugestiile pentru a ne spune părerea în legătură cu denumirea satelor de astăzi, Ionășeni, probabil de la Ionaș Viteazul, cel care a primit de la Roman Mușat cele trei sate pe Siret.